# Anton Felix Schindler
Pour les articles homonymes, voir Schindler.
Anton Felix Schindler, né le 13 juin 1795 à Medlov et mort le 16 janvier 1864 à Bockenheim est l'un des premiers biographes du compositeur allemand Ludwig van Beethoven. Il a ainsi publié en 1840, une Vie de Beethoven avant de l'étendre en 1860 dans sa forme qui influencera grandement les biographies qui suivirent.

## Récente controverse
De récentes découvertes ont montré que Schindler avait volontairement ajouté certains détails ou modifié certains événements en altérant de sa main les cahiers de conversation de Beethoven. Ceci a obligé les biographes modernes à complètement revoir des pans entiers de l'analyse de la vie et de l'œuvre de Beethoven car ils s'étaient basés sur le travail de Schindler.

## Œuvre littéraire
- Anton Schindler, Histoire de la vie et de l'œuvre de Ludwig Van Beethoven : traduite et publiée par Albert Sowiński, Garnier frères (Paris), 1864, 419 p. (lire en ligne)